# Guinness Storehouse
A dublini Guinness Storehouse (Guinness Múzeum): A Liberties városrész legismertebb látványossága a világ egyik legtöbbet fogyasztott sörének készítését és történetét bemutató modern kiállítás a hétemeletes épület szintjein tekinthető meg.

## Ismertetése
A múzeumnak magyar vonatkozása is van: a Guinness gyártásához használt gépek között látható egy, a Ganz Ábrahám gyárában, a húszas években készített árpadaráló. A múzeumtorony legfelső szintjén, kilátó bárból Dublin minden része megtekinthető, a Howth félszigettől Brayig, a Phoenix-parktól a kikötőig és az északi negyedektől a Wicklow-i hegyekig.